# Equazione del diodo ideale di Shockley
L'equazione di Shockley è un'approssimazione ideale della caratteristica tensione-corrente per una giunzione p-n, ideata da William Bradford Shockley.
La forma generale dell'equazione è la seguente:
{\displaystyle i_{D}=I_{S}\left({e^{qv_{D} \over n{k_{B}}T}-1}\right)=I_{S}\left({e^{v_{D} \over nV_{T}}-1}\right)}
dove:
- {\displaystyle i_{D}} è l'intensità di corrente sul diodo;
- {\displaystyle v_{D}} è la differenza di potenziale tra i due terminali del diodo;
- {\displaystyle q} è la carica elementare;
- {\displaystyle k_{B}} è la costante di Boltzmann;
- {\displaystyle T} è la temperatura assoluta sulla superficie di giunzione tra le zone p ed n;
- {\displaystyle V_{T}={\frac {k_{B}T}{q}}} è la tensione termica che a temperatura ambiente (intorno ai 300 K) vale circa 26 mV;
- {\displaystyle n} è il fattore di idealità. È stato introdotto per tenere in considerazione le imperfezioni della giunzione pn in un diodo reale. È pari a circa 1 per i diodi al germanio ed è pari a circa 2 per i diodi al silicio. Per un diodo ideale è sempre pari a 1. Per questo motivo viene frequentemente omesso dall'equazione del diodo ideale;
- {\displaystyle I_{S}} è l'intensità di corrente di saturazione inversa.

Quest'ultima dipende dalle caratteristiche costruttive del diodo ed è inoltre direttamente proporzionale alla superficie della giunzione p-n.
L'intensità di corrente di saturazione inversa assume valori tipicamente fra 1 pA e 1 μA. 
Il suo valore è dato da:
{\displaystyle I_{S}=q\left({\frac {D_{p}n_{i}^{2}}{L_{p}N_{D}}}+{\frac {D_{n}n_{i}^{2}}{L_{n}N_{A}}}\right)S}
I due addendi sono rispettivamente la corrente di diffusione delle lacune nella parte n della giunzione e la corrente di diffusione degli elettroni nella parte p.
I simboli nell'equazione rappresentano:
- {\displaystyle D_{n}} e {\displaystyle D_{p}} sono i coefficienti di diffusione rispettivamente per gli elettroni e le lacune;
- {\displaystyle L_{n}} e {\displaystyle L_{p}} sono le lunghezze di diffusione rispettivamente per gli elettroni e le lacune;
- {\displaystyle n_{i}} è la densità intrinseca di portatori;
- {\displaystyle N_{A}} e {\displaystyle N_{D}} sono le concentrazioni rispettivamente di accettori e donatori;
- {\displaystyle S} è la superficie della giunzione pn.